# 岐阜県道93号川島三輪線
岐阜県道93号川島三輪線（ぎふけんどう93ごう かわしまみわせん）とは岐阜県各務原市と岐阜県岐阜市を結ぶ県道（主要地方道）である。

## 概要
愛知県との県境（南派川）に跨がる渡橋北詰の交差点（岐阜県道115号一宮川島線交点）が起点である。起点から平成川島橋で木曽川本流を渡り、河川環境楽園付近を通り抜けて羽島郡笠松町に入り、もぐり橋で北派川を渡って堤防道路（岐阜県道178号下中屋笠松線）に至る。
各務原市大野町から北上し、那加緑町4交差点で国道21号と接続して三井町交差点まで重複する。三井町交差点からは新境川沿いを走る。この区間の一部には一方通行区間があり、南進のみ進める区間がある。保健所前交差点で東に折れ、すぐ東にある不動丘交差点で北に折れる。ここから交通量が増え、特に不動丘交差点や大島町交差点、岩田交差点を中心とした慢性的な渋滞が所々で発生している。
岐阜市に入り、岩田交差点から国道156号と重複する。芥見大船交差点で西に折れ、藍川橋で長良川を渡る。藍川橋周辺は交通量が多く、慢性的な渋滞が発生している。加野の田んぼ道を抜けていき、福富に至る。福富迎田交差点より北は、道幅が狭くなり、交通量も一気に減る。太郎丸新屋敷交差点で西に折れ、太郎丸中島交差点で北に折れる。この先はかつて道幅が狭かったが、岐阜市山県岩から終点までの区間には新道が整備されており、2019年4月1日以降は新道のみが当県道に指定されている。道なりに進んで、三輪宮前交差点が終点。
この路線は現在は廃止されて欠番となっている岐阜県道162号太郎丸三井線（岐阜市太郎丸 - 各務原市三井町）と岐阜県道282号美濃高富線の一部分を含んでいる。

### 路線データ
- 起点：岐阜県各務原市川島渡町（岐阜県道115号一宮川島線交点）
- 終点：岐阜県岐阜市三輪（三輪宮前交差点=岐阜県道94号岐阜美濃線交点）
- 路線不明区間（未開通区間）：岐阜県羽島郡笠松町米野・岐阜県羽島郡岐南町平島間
- 実延長：20.721 km[1]

## 歴史

### 年表
- 1993年（平成5年）5月11日 - 建設省から、県道岐阜川島線の一部、県道太郎丸三井線および県道美濃高富線の一部が川島三輪線として主要地方道に指定される[3]。
- 2019年（平成31年）4月1日 - 岐阜市山県岩から終点の区間で区域変更。北野西交差点を経由して岐阜市三輪の三輪神社付近で岐阜県道94号岐阜美濃線に接続する旧道が県道の指定から外れ、北野南交差点を経由して同市三輪宮前（三輪宮前交差点）で岐阜県道94号に接続する新道のみとなる[2]。

## 路線状況

### 別名
- さくら通り（各務原市）

### 重複区間
- 岐阜県道180号松原芋島線（各務原市川島笠田町・河川環境楽園東口交差点 - 羽島郡笠松町米野・岐阜県道178号下中屋笠松線交点）
- 国道21号（各務原市那加緑町・那加緑町4交差点 - 同市三井町・三井町交差点）
- 岐阜県道205号長森各務原線（各務原市蘇原瑞穂町・瑞穂町2交差点 - 同市蘇原大島町・大島町交差点）
- 国道156号（岐阜市岩田・岩田交差点 - 同市芥見・芥見大船交差点）
- 岐阜県道79号関本巣線（岐阜市太郎丸新屋敷・太郎丸新屋敷交差点 - 同市太郎丸中島・太郎丸中島交差点）

### 主な橋
- 平成川島橋（木曽川、各務原市）
- もぐり橋（北派川、羽島郡笠松町）
- 藍川橋（長良川、岐阜市）

## 地理
途中で木曽川本流、北派川、新境川、長良川を渡る。
沿道には国営木曽三川公園河川環境楽園、かさだ広場があり、アクセス道路となっている。このかさだ広場から岐阜県道178号下中屋笠松線の交点付近までは、河川敷を通る珍しい道路である。

### 通過する自治体
- 岐阜県
  - 各務原市
  - 羽島郡
    - 笠松町
    - 岐南町

  - 各務原市
  - 岐阜市

### 交差する道路
- 岐阜県道115号一宮川島線（各務原市川島渡町）
- 岐阜県道180号松原芋島線（各務原市川島笠田町・河川環境楽園東口交差点）
- 岐阜県道178号下中屋笠松線（羽島郡笠松町米野）
- 岐阜県道95号芋島鵜沼線（各務原市大野町）
- 国道21号那加バイパス（各務原市那加緑町・那加緑町4交差点、同市三井町・三井町交差点）
- 岐阜県道181号岐阜那加線（各務原市那加緑町・那加緑町4交差点）
- 岐阜県道152号岐阜各務原線（各務原市三井町・金属団地前交差点）
- 岐阜県道205号長森各務原線（各務原市蘇原瑞穂町・瑞穂町2交差点、同市蘇原大島町・大島町交差点）
- 国道156号（岐阜市岩田・岩田交差点、同市芥見・芥見大船交差点）
- 岐阜県道287号上白金真砂線（岐阜市芥見町屋・藍川橋東交差点）
- 岐阜県道94号岐阜美濃線（岐阜市加野・藍川橋西交差点）
  - 長良川右岸道路（岐阜市加野・加野西畑北交差点）
- 岐阜県道79号関本巣線（岐阜市太郎丸新屋敷・太郎丸新屋敷交差点、同市太郎丸中島・太郎丸中島交差点）
- 岐阜県道94号岐阜美濃線（岐阜市三輪宮前・三輪宮前交差点）